# Sainte-Gemme (Tarn)
Sainte-Gemme település Franciaországban, Tarn megyében. Lakosainak száma 846 fő (2022. január 1.). Sainte-Gemme Almayrac, Carmaux, Mirandol-Bourgnounac, Pampelonne, Rosières és Saint-Jean-de-Marcel községekkel határos.

## Népesség
A település népessége az elmúlt években az alábbi módon változott:
| Lakosok száma | 854  | 880  | 907  | 902  | 912  | 925  | 899  | 872  | 846  |
|               | 2013 | 2015 | 2016 | 2017 | 2018 | 2019 | 2020 | 2021 | 2022 |